# Hulstina wrightiaria
Hulstina wrightiaria là một loài bướm đêm trong họ Geometridae.